# Musikåret 2018

## Händelser
- 3 mars - Kendrick Lamar uppträder på Globen, Stockholm.[1]
- 10 mars - Låten "Dance You Off" med Benjamin Ingrosso vann Melodifestivalen 2018.[2]
- 18 mars - Harry Styles uppträder på Globen, Stockholm.[3]
- 19 april - Sam Smith uppträder på Globen, Stockholm.[4]
- 27 april - Abba meddelar att de spelat in två nya låtar för första gången sedan 1982.[5]
- 5 & 7 maj - Metallica uppträder på Globen, Stockholm.[6]
- 12 maj - Låten "Toy" framförd av Netta Barzilai för Israel vann Eurovision Song Contest 2018.[7]
- 1 juni - Iron Maiden uppträder på Tele2 Arena, Stockholm.[8]
- 5 juni - Foo Fighters uppträder på Ullevi, Göteborg.[9]
- 10 juni - Katy Perry uppträder på Globen, Stockholm.[10]
- 15 juni - Nick Cave & The Bad Seeds uppträder på Dalhalla, Rättvik.[11]
- 21 juli - Guns N' Roses uppträder på Ullevi, Göteborg.[12]
- 20 december - The Poodles meddelar att de valt att lägga ner.[13]

## Priser och utmärkelser
- 19 januari: Jenny Lind-stipendiet - Kine Sandtrø[14]
- 20 januari: P3 Guldgalan[15]
- 22 januari: Guldbaggegalan (Bästa originalmusik) - Peter von Poehl[16]
- 2 februari: Manifestgalan[17]
- 8 februari: Grammisgalan[18]
- 14 mars: Jussi Björlingstipendiet – Karl-Magnus Fredriksson[19]
- 12 maj: Birgit Nilsson-stipendiet – Elisabeth Meyer och Tobias Westman[20]
- 15 maj: Ulla Billquist-stipendiet – Seinabo Sey[21]
- 6 juni: Litteris et Artibus - Helen Sjöholm och Iréne Theorin[22]
- 12 juni: Hovsångare – Malin Byström, Katarina Karnéus, Daniel Johansson.[23]
- 14 juni: Polarpriset – Metallica och Afghanistan National Institute of Music[24]
- 20 juni: Evert Taube-stipendiet - Marit Bergman[25]
- 1 juli: Lars Gullin-priset – Magnus Lindgren[26]
- 11 oktober: Birgit Nilsson-priset – Nina Stemme[27]
- 19 oktober: Svenska Dagbladets operapris – Katarina Karnéus[28]
- 1 november: Thore Ehrling-stipendiet - Peter Nordahl[29]

## Årets album
Vänligen sortera soloartister på efternamn, musikgrupper på förstabokstaven (utan engelskans "The" och "A")

### A–G
- ASAP Rocky - Testing
- Richard Ashcroft - Natural Rebel
- At the Gates – To Drink From The Night Itself[30]
- Avatar – Avatar Country[31]
- The Baboon Show - Radio Rebelde
- Beach House - 7[32]
- Behemoth - Messe Noire
- Blaze Bayley – The Redemption of William Black (Infinite Entanglement Part III)
- Phoebe Bridgers - Stranger In The Alps
- Broncho - Bad Behavior
- Canary Islands - Canary Islands III[33]
- Cardi B - Invasion of Privacy[34]
- The Carters - Everything Is Love[35]
- Camila Cabello - CAMILA[36]
- Neneh Cherry - Broken Politics[37]
- Crash Nomada - Crash Nomada
- Dimmu Borgir – Eonian
- Doja Cat - Amala
- Dolores Haze - Play Hard Fuck Hard Love Hard
- Echo Ladies - Pink Noise[38]
- The Embassy - White Lake[39]
- Eminem - Kamikaze[40]
- Engel – Abandon All Hope[41]
- First Aid Kit – Ruins[42]
- Franska Trion - Blod på våra händer[43]
- Ghost – Prequelle[44]
- Ariana Grande – Sweetener

### H–R
- Anna von Hausswolff - Dead Magic[45]
- Håkan Hellström - Illusioner [46]
- Hov1 - Gudarna på Västerbron[47]
- Hästpojken - Hästpojken är död[48]
- Immortal – Northern Chaos Gods[49]
- Ingenting - #STXLM[50]
- Judas Priest – Firepower[51]
- Hanna Järver - So Long[52]
- Kataklysm – Meditations[53]
- Sarah Klang - Love in the Milky Way[54]
- Klass II - Klass II[55]
- Markus Krunegård - I huvudet på en idiot, i en bar, på en ö, i ett hav, på en ö, i en bar, i huvet på en idiot[56]
- Kendrick Lamar & SZA - Black Panther The Album[57]
- Les Big Byrd - Iran Iraq Ikea[58]
- Little Jinder - Hejdå[59]
- Jonas Lundqvist - Affärer[60]
- Lykke Li - so sad so sexy[61]
- Manic Street Preachers - Resistance Is Futile[62]
- The Monkees - Christmas Party
- Nord & Syd - 80%[63]
- Orphaned Land – Unsung Prophets & Dead Messiahs
- Primordial – Exile Amongst the Ruins[64]
- Robyn - Honey[65]

### S–Ö
- Seinabo Sey - I'm a Dream[66]
- Shining – X – Varg utan flock
- ShitKid - This is it[67]
- Simple Minds – Walk Between Worlds[68]
- Slangbella - Svenskbotten-Hits[69]
- Snail Mail - Lush[70]
- SUUNS - Felt[71]
- Sällskapet - Disparition[72]
- Bobo Stenson Trio – Contra la indecisión[73]
- Taken By Trees - Yellow To Blue[74]
- Kali Uchis - Isolation[75]
- Underworld & Iggy Pop - Teatime Dub Encounters[76]
- Viagra Boys - Street Worms[77]
- Kurt Vile - Bottle it in[78]
- Watain – Trident Wolf Eclipse[79]
- Kanye West - KIDS SEE GHOSTS[80]
- Kanye West - Ye[81]
- Jenny Wilson - EXORCISM[82]
- XXXTentaction - ?[83]

## Årets singlar och hitlåtar
- Ariana Grande – No tears left to cry[84]
- Ariana Grande – God is a woman
- Ava Max - Sweet but Psycho
- Billie Eilish & Khalid – lovely
- Childish Gambino - This Is America
- Hov1 - Hon dansar vidare i livet
- Hov1, Jireel - Pari
- Kanye West - Reborn
- Kanye West & Lil Pump - I Love It
- Kendrick Lamar & SZA - All the Stars
- Lady Gaga & Bradley Cooper - Shallow
- Lady Gaga – Always Remember Us This Way
- Norlie & KKV, estraden - Mer för varandra
- Vigiland - Be your friend
- Zara Larsson - Ruin my life

## Jazz
- Elise Einarsdotter – Suites for Solo Piano 1–4
- GoGo Penguin - A Humdrum Star(Blue Note)
- Melody Gardot -  Live in Europe[85]

## Klassisk musik
- Lucerne Festival Orchestra; Riccardo – Igor Stravinsky,Chant funèbre (first commercial recording), Le Faune et la Bergère et al[86]
- Andrea Bocelli – Sì[87]
- Anthony Burgess – The Bad-Tempered Electronic Keyboard
- Steven Burke – In Time's Wake / Spring Fever ・・・
- Benet Casablancas – 'The Art of the Ensemble' (Dove of Peace / Homage to Picasso ・・・)
- Laura Schwendinger – Creature Quartet: Hymn for Lost Creatures / Sudden Light ・・・
- George Walker – Sinfonia No 5

## Avlidna

### Januari
- 1 januari - Jon Paul Steuer, 33, amerikansk sångare och skådespelare.[88]
- 2 januari - Rick Hall, 85, amerikansk skivproducent.[89]
- 4 januari – Ray Thomas, 76, brittisk musiker och låtskrivare i The Moody Blues.[90]
- 7 januari – France Gall, 70, fransk sångerska, vann för Luxemburg i Eurovision Song Contest 1965.[91]
- 10 januari – "Fast" Eddie Clarke, 67, brittisk rockgitarrist i Motörhead och Fastway.[92]
- 15 januari – Edwin Hawkins, 74, amerikansk gospel- och R&B musiker.[93]
- 15 januari – Dolores O'Riordan, 46, irländsk sångerska i The Cranberries.[94]
- 16 januari – Dave Holland, 69, brittisk trumslagare i Judas Priest.[95]
- 16 januari – Madalena Iglésias, 78, portugisisk sångerska och skådespelerska.[96]
- 16 januari – Javiera Muñoz, 40, svensk sångerska.[97]
- 19 januari - Fredo Santana, 27, amerikansk rappare.[98]
- 20 januari - Jim Rodford, 76, brittisk basist i The Kinks och The Zombies.[99]
- 23 januari - Hugh Masekela, 78, sydafrikansk jazztrumpetare.[100]
- 23 januari - Lari White, 52, amerikansk countryartist.[101]
- 24 januari – Mark E. Smith, 60, brittisk musiker och sångare i The Fall.[102]
- 25 januari – Krystyna Pettersson, 88, polskfödd svensk tonsättare.[103]
- 30 januari – Eva Engdahl, 93, svensk pianist och kompositör.[104]
- 31 januari - Leah LaBelle, 31, kanadensiskfödd amerikansk sångerska.[105]

### Februari
- 1 februari – Dennis Edwards, 74, amerikansk sångare i The Temptations.[106]
- 7 februari - John Perry Barlow, 70, amerikansk låtskrivare i Grateful Dead.[107]
- 7 februari - Mickey Jones, 76, amerikansk trumslagare åt Kenny Rogers.[108]
- 7 februari - Pat Torpey, 64, amerikansk trumslagare i Mr. Big.[109]
- 9 februari - Jóhann Jóhansson, 48, isländsk filmkompositör.[110]
- 11 februari - Vic Damone, 89, amerikansk artist och skådespelare.[111]
- 11 februari - Tom Rapp, 70, amerikansk sångare i Pearls Before Swine.[112]
- 12 februari - Daryle Singletary, 46, amerikansk countryartist.[113]
- 16 februari - Barbara Alston, 74, amerikansk sångerska i The Crystals.[114]
- 19 februari - Stormin MC, 34, brittisk rappare.[115]
- 23 februari - Eddy Amoo, 73, brittisk sångare i The Real Thing.[116]

### Mars
- 2 mars - Jesus Lopez Cobos, 78, spansk dirigent.[117]
- 3 mars – Kenneth Gärdestad, 69, svensk låtskrivare.[118]
- 5 mars – Kjerstin Dellert, 92, svensk operasångerska, grundare och chef för Ulriksdals slottsteater.[119]
- 11 mars - Ken Dodd, 90, brittisk komiker och sångare.[120]
- 14 mars - Charlie Quintana, 56, amerikansk trumslagare i Social Distortion.[121]
- 24 mars – Lys Assia, 94, schweizisk sångerska, vinnare av Eurovision Song Contest 1956.[122]
- 25 mars – Jerry Williams, 75, svensk rocksångare.[123]
- 31 mars - Frode Viken, 63, norsk gitarrist i D.D.E.[124]

### April
- 3 april – Barbro "Lill-Babs" Svensson, 80, svensk sångerska.[125]
- 5 april - Cecil Taylor, 89, amerikansk jazzpianist.[126]
- 9 april - Timmy Matley, 36, irländsk sångare i The Overtones.[127]
- 10 april - Yvonne Staples, 80, amerikansk sångerska i The Staple Singers.[128]
- 20 april – Avicii (Tim Bergling), 28, svensk DJ och musikproducent.[129]
- 23 april - Bob Dorough, 94, amerikansk jazzmusiker och programledare.[130]
- 26 april - Charles Neville, 79, amerikansk saxofonist i The Neville Brothers.[131]

### Maj
- 10 maj - Scott Hutchison, 36, skotskt sångare, gitarrist och låtskrivare i Frightened Rabbit.[132]
- 13 maj - Glenn Branca, 69, amerikansk gitarrist och kompositör.[133]
- 19 maj – Reggie Lucas, 65, amerikansk musiker, låtskrivare och skivproducent.[134]
- 28 maj - Stewart Lupton, 43, amerikansk sångare i Jonathan Fire*Eater.[135]
- 28 maj - Josh Martin, 46, amerikansk gitarrist i Anal Cunt.[136]

### Juni
- 4 juni - Jalal Mansur Nuriddin, 73, amerikansk rappare och grundare av Last Poets.[137]
- 8 juni – Danny Kirwan, 68, brittisk sångare och gitarrist i bl.a. Fleetwood Mac.[138]
- 10 juni - Neal E. Boyd, 42, amerikansk operasångare.[139]
- 13 juni - D.J. Fontana, 87, amerikansk trumslagare åt Elvis Presley.[140]
- 15 juni - Nick Knox, 60, amerikansk trumslagare i The Cramps.[141]
- 15 juni - Matt Murphy, 88, amerikansk gitarrist i The Blues Brothers.[142]
- 18 juni - XXXTentacion, 20, amerikansk rappare och låtskrivare.[143]
- 18 juni - Jimmy Wopo, 21, amerikansk rappare.[143]
- 19 juni - Joseph "Bansi" Quinteros, 41, spansk elektroartist i GMS.[144]
- 22 juni – Vinnie Paul, 54, amerikansk trumslagare i Pantera.[145]
- 30 juni - Smoke Dawg, 21, kanadensisk rappare i Halal Gang.[146]

### Juli
- 2 juli - Alan Longmuir, 70, skotsk basist i Bay City Rollers.[147]
- 3 juli - Richard Swift, 41, amerikansk låtskrivare och musiker i The Shins och The Black Keys.[148]
- 6 juli – Vlatko Ilievski, 33, makedonsk sångare och gitarrist.[149]
- 8 juli - Tab Hunter, 86, amerikansk sångare och skådespelare.[150]
- 9 juli – Stefan Demert, 78, svensk trubadur.[151]
- 15 juli – Tord Slättegård, 84, svensk operasångare.[152]
- 29 juli - Sam Mehran, 31, brittisk sångare och gitarrist i Test Icicles.[153]
- 29 juli - Tomasz Stanko, 76, polsk jazztrumpetare och kompositör.[154]

### Augusti
- 14 augusti - Jill Janus, 43, amerikansk sångerska i Huntress.[155]
- 14 augusti - Randy Rampage, kanadensisk sångare och basist i D.O.A.[156]
- 16 augusti – Aretha Franklin, 76, amerikansk sångerska ("Respect").[157]
- 22 augusti - Ed King, amerikansk gitarrist i Lynyrd Skynyrd.[158]
- 25 augusti - Kyle Pavone, 28, amerikansk sångare i We Came As Romans.[159]
- 26 augusti – Inge Borkh, 97, tysk operasångerska.[160]
- 27 augusti – Hugo Westling, 88, svensk riksspelman.[161]

### September
- 2 september - Conway Savage, 58, austrauliensk pianist i Nick Cave & The Bad Seeds.[162]
- 7 september – Mac Miller, 26, amerikansk rappare.[163]
- 8 september - Chelsi Smith, 45, amerikansk sångerska och Miss Universum 1995.[164]
- 10 september - Paul Curcio, 74, amerikansk gitarrist och skivproducent.[165]
- 12 september - Rachid Taha, 59, algeriskfödd fransk artist.[166]
- 14 september – Anneke Grönloh, 76, nederländsk schlagersångerska.[167]
- 27 september - Marty Balin, 76, amerikansk sångare och gitarrist, grundare av Jefferson Airplane.[168]
- 29 september - Otis Rush, 84, amerikansk bluessångare och gitarrist.[169]
- 30 september – Kim Larsen, 72, dansk sångare, musiker och låtskrivare.[170]

### Oktober
- 1 oktober - Charles Aznavour, 94, fransk sångare, kompositör och skådespelare.[171]
- 2 oktober – Gert Crafoord, 88, svensk violinist.[172]
- 6 oktober – Montserrat Caballé, 85, spansk operasångerska.[173]
- 7 oktober - John Wicks, 65, brittisk sångare i The Records.[174]
- 17 oktober - Oil Herbert, 44, amerikansk gitarrist i All That Remains.[175]
- 24 oktober - Tony Joe White, 75, amerikansk artist.[176]
- 27 oktober - Todd Youth, 47, amerikansk gitarrist åt bl.a. Danzig och Motörhead.[177]
- 29 oktober - Jimmy Farrar, amerikansk sångare i Molly Hatchet.[178]
- 29 oktober - Young Greatness, 34, amerikansk rappare.[179]
- 30 oktober - Hardy Fox, 73, amerikansk musiker, kompositör och grundare av The Residents.[180]

### November
- 2 november - Josh Fauver, 39 amerikansk basist i Deerhunter.[181]
- 2 november - Roy Hargrove, 49, amerikansk jazztrumpetare.[182]
- 6 november – Karin Liungman, 77, svensk kompositör och musiker.[183]
- 7 november - Francis Lai, 86, fransk filmkompositör.[184]
- 13 november - Lucho Gatica, 93, chilensk bolerosångare.[185]
- 15 november - Roy Clark, 85, amerikansk countrysångare.[186]
- 21 november - Devin Lima, 41, amerikansk sångare i LFO.[187]

### December
- 6 december – Pete Shelley, 63, brittisk sångare, gitarrist och låtskrivare i Buzzcocks.[188]
- 13 december - Nancy Wilson, 81, amerikansk jazzsångerska.[189]
- 22 december - Windu Andi Darmawan, 36, indonesisk trumslagare i Seventeen.[190]
- 22 december - Muhammad Awal Purbani, 36, indonesisk basist i Seventeen.[190]
- 22 december - Herman Sikumbang, 36, indonesisk gitarrist i Seventeen.[190]
- 30 december - Mike Taylor, 40, kanadensisk keyboardist i Walk Off the Earth.[191]
- 31 december – Ray Sawyer, 81, amerikansk sångare och gitarrist i Dr. Hook.[192]